# 21709 Sethmurray
A 21709 Sethmurray (ideiglenes jelöléssel 1999 RK92) a Naprendszer kisbolygóövében található aszteroida. A LINEAR projekt keretében fedezték fel 1999. szeptember 7-én.